# Jana Krausová

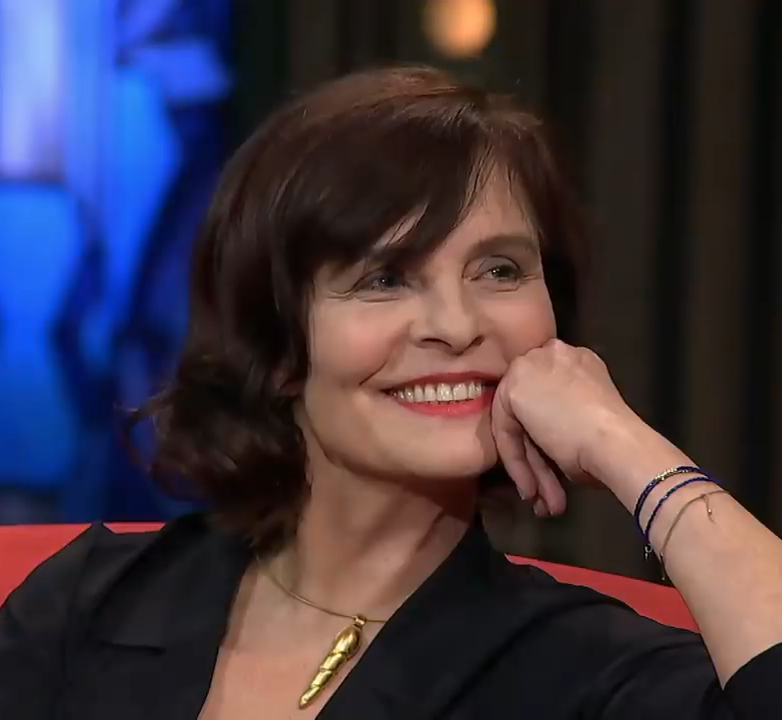
Jana Krausová im Jahr 2018

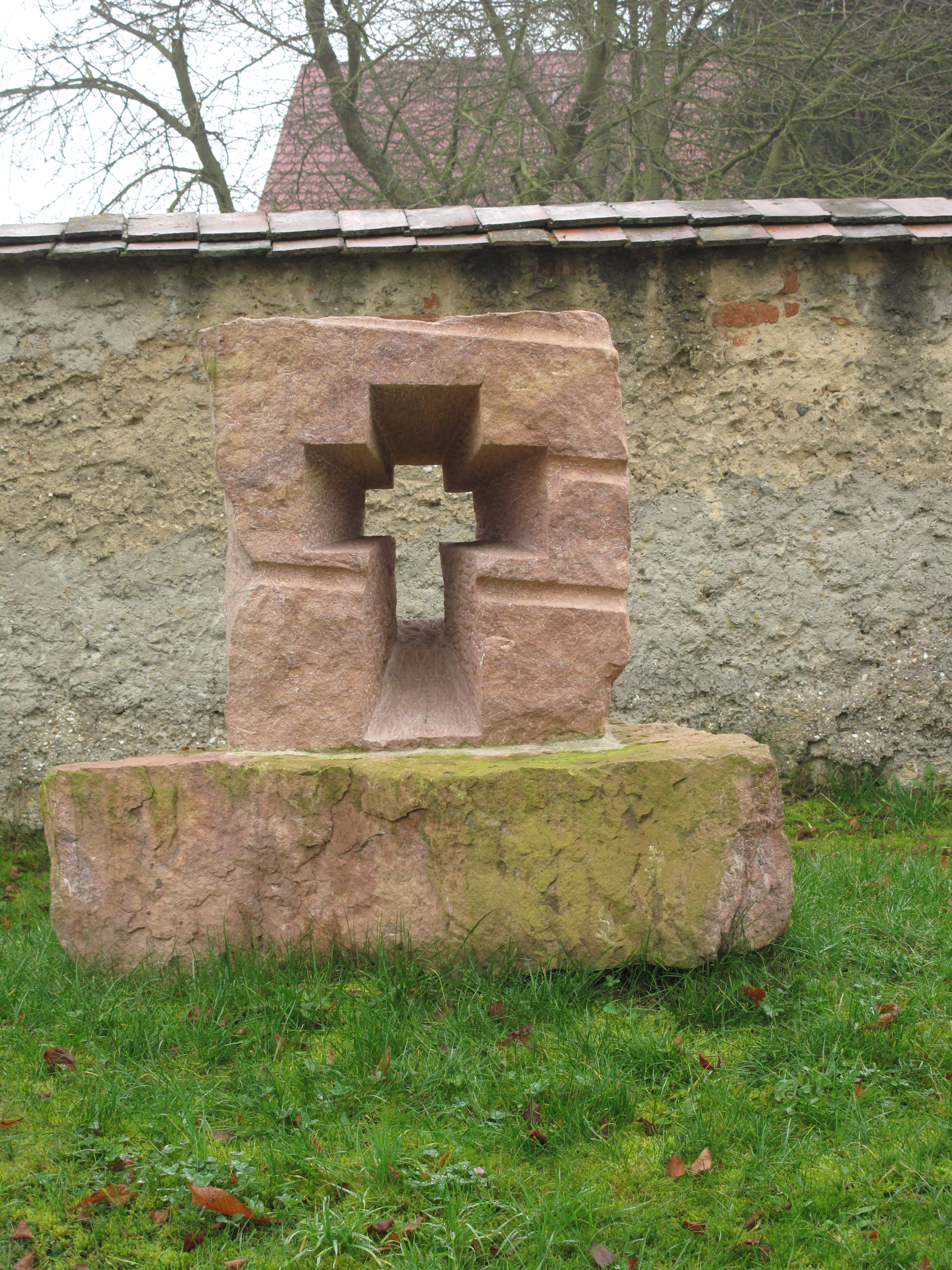
Ein Werk der Künstlerin Jana Krausová (im Dorf Vašírov, Bezirk Kladno)

Jana Krausová (geborene Pehrová; * 25. Januar 1954 in Prag, Tschechoslowakei) ist eine tschechische Schauspielerin und Künstlerin.

## Leben
Jana Krausová wurde 1954 in Prag geboren, wo sie auch aufgewachsen ist. Ihr Vater war Josef Pehr, ein bekannter Schauspieler und Puppenspieler, auch ihre Mutter war Schauspielerin. In ihrer Kindheit zeichnete Jana Krausová viel und interessierte sich sehr für Kunst. Aufgrund der Arbeit ihres Vaters trat sie bereits in ihrer Grundschulzeit am Puppentheater des Kováček-Theaters in Smíchov auf. Ihr Lampenfieber verhinderte später allerdings, dass sie die Theaterfakultät der Akademie der Musischen Künste in Prag besuchte, sodass sie stattdessen ein Studium an der Akademie der Bildenden Künste Prag aufnahm und das Theaterspiel aus Zeitmangel aufgab.
In ihrer Schulzeit wurde sie von Filmemachern entdeckt, die gerade auf der Suche nach Kinderdarstellern für den Film Kleiner Sommerblues (im Original Malé letní blues) waren. Dadurch wurde sie auf eine Liste von Kinderdarstellern gesetzt und erhielt in den nächsten Jahren immer wieder Rollenangebote. Was anfänglich eher eine Nebenbeschäftigung war, änderte sich im Verlauf der 1980er Jahre, als sie zunächst 1982 durch die Serie Život bez konca und 1985 durch eine Hauptrolle in der Serie Velké sedlo einem breiten Publikum bekannt wurde. Zu dieser Zeit übernahm sie viele Rollen in Film und Fernsehen, unter anderem in Hilde, das Dienstmädchen, Fäuste im Dunkeln (im Original Pesti ve tmě) oder Du allein (im Original Příběh ’88).
Die Schauspielerin war mit dem Schauspieler Jan Kraus verheiratet, mit dem sie zwei Kinder hat. Als Jana Krausová ihre Kinder großzog, reduzierte sie ihre Schauspielaktivitäten und arbeitete wieder mehr als Künstlerin, die malte und Keramiken anfertigte. Als ihre Kinder erwachsen waren, spielte sie neben Film- und Fernsehrollen auch hin und wieder Theater. Für ihre Rolle in dem Film Hezké chvilky bez záruky wurde sie 2007 für den Český lev („Böhmischer Löwe“) als Beste Nebendarstellerin nominiert. Ihr Schaffen umfasst mehr als 65 Produktionen für Film und Fernsehen.

## Filmografie
- 1982: Katja und die Gespenster
- 1986: Hilde, das Dienstmädchen
- 2006: Hezké chvilky bez záruky